# Makkoshotyka
Makkoshotyka là một thị trấn thuộc hạt Borsod-Abaúj-Zemplén, Hungary. Thị trấn này có diện tích 10,41 km², dân số năm 2010 là 897 người, mật độ 86 người/km².